# NGC 4463
NGC 4463 (другие обозначения — OCL 885, ESO 95-SC10) — рассеянное скопление в созвездии Муха.
Этот объект входит в число перечисленных в оригинальной редакции «Нового общего каталога».
Скопление моложе 40 миллионов лет.